# Vol SCAT Airlines 760
Le 29 janvier 2013, un Bombardier CRJ200 assurant le vol SCAT Airlines 760, un vol intérieur régulier reliant l'aéroport de Kökşetaw à l'aéroport international d'Almaty, au Kazakhstan, s'est écrasé près du village de Kyzyltu (en), alors qu'il était en phase d'approche vers Almaty dans de mauvaises conditions météo. 
L'enquête qui a suivi a déterminé que l'avion s'est écrasé à la suite d'une descente en piqué et à grande vitesse vers le sol, mais n'a pas été en mesure d'établir la cause exacte de cette manœuvre. Les 16 passagers et 5 membres d'équipage à bord ont tous été tués sur le coup lors de l'impact. 

## Avion et équipage

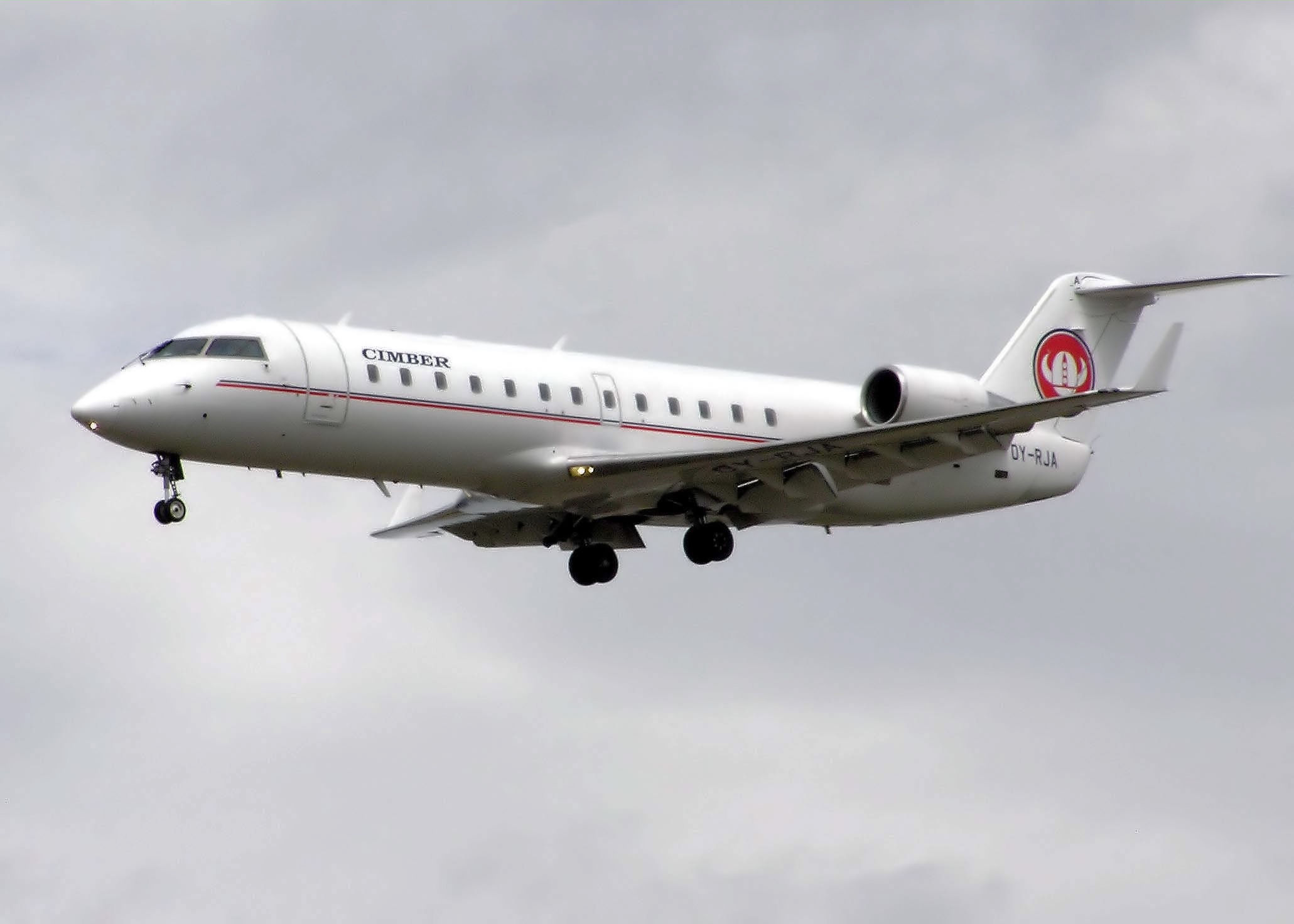
Le CRJ200 impliqué dans l'accident, alors qu'il opérait pour Cimber Air, ici à l'aéroport de Londres-Heathrow en juillet 2004.

L'appareil impliqué est un Bombardier CRJ200, âgé de 12 ans et immatriculé UP-CJ006 (numéro de série 7413), qui a été livré en 2000 à Cimber Air (immatriculation OY-RJA). En 2009, l'avion est transféré à Cimber Sterling. À la suite de la faillite de la compagnie aérienne en 2012, SCAT Airlines a racheté l'avion, où il a acquis sa nouvelle immatriculation, UP-CJ006. Cet avion de ligne court-courrier était propulsé par deux moteurs General Electric CF34-3B1.
L'avion transportait 16 passagers et 5 membres d'équipage à son bord ; la liste des passagers publiée par la compagnie aérienne indique que l'ensemble des passagers à bord étaient de nationalité kazakh.
Le commandant de bord, Vladimir Nikolaevich Evdokimov (55 ans), travaillé pour SCAT Airlines depuis 2001 et cumulé 18 194 heures de vol à son actif, dont 1 227 heures sur CRJ200. Le copilote, Alexander Vladimirovich Sharapov (43 ans), travaillé pour la compagnie aérienne depuis 2006 et totalisé 3 507 heures de vol, dont seulement 132 heures sur CRJ200.

## Accident
Le vol 760 était en approche finale vers l'aéroport international d'Almaty, avec une visibilité réduite (environ 250 m) en raison d'un épais brouillard présent dans le secteur de l'aéroport, lorsqu'il s'est écrasé à 5 km de la piste d'atterrissage, près du village de Kyzyltu (en) à 13h13 heure locale, quelques instant après avoir initié une remise des gaz, en raison du manque de contact visuel avec le sol.

Site de l'accident
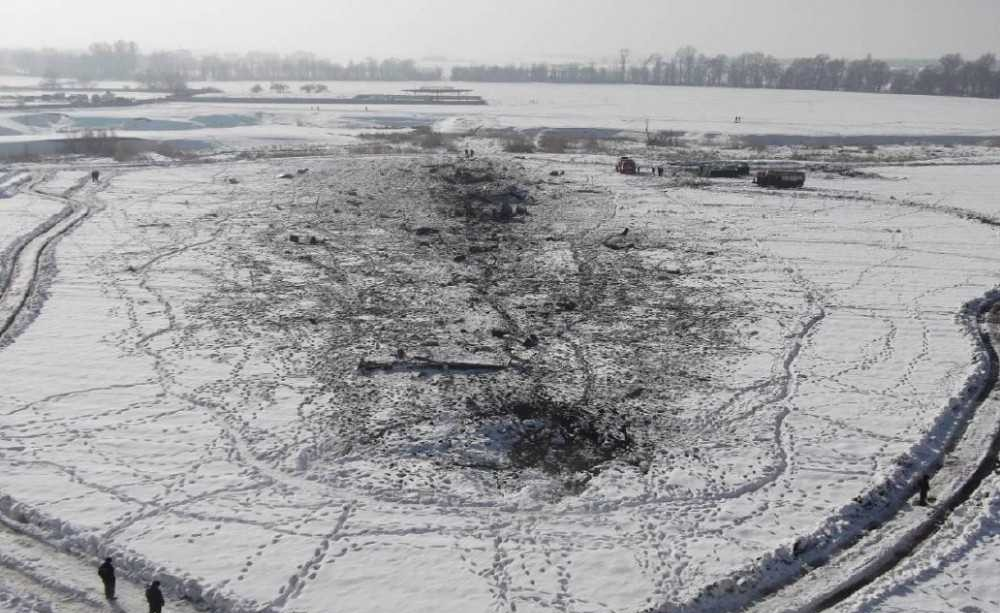
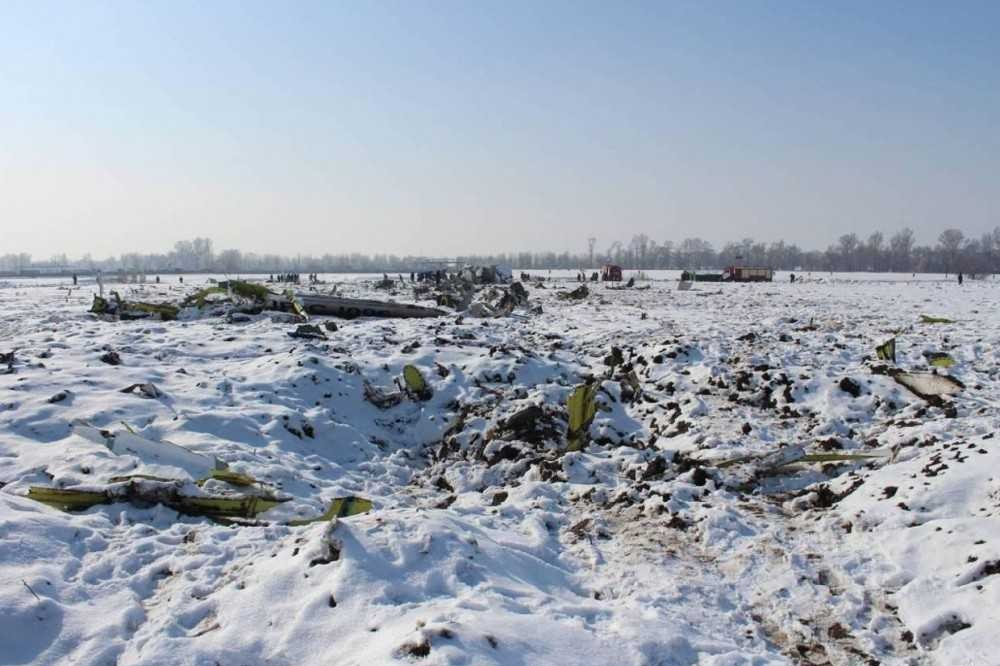

L'appareil a percuté le sol à grande vitesse, avec une assiette à piqué de 20° et s'est désintégré sous la violence de l'impact, ne laissant aucun survivant parmi les 21 personnes à bord.

## Enquête

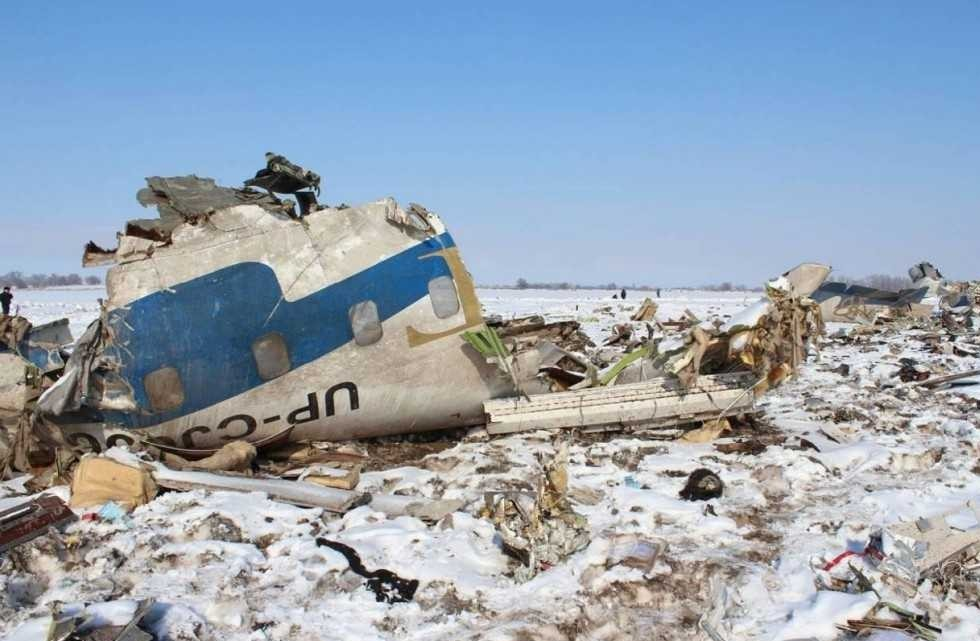
Les débris du vol 760, photographié peu après l'accident.

Le 2 mars 2015, l'Interstate Aviation Committee (IAC) a publié son rapport final, indiquant qu'au cours de la procédure d'approche interrompue, initiée en raison de conditions météorologiques inférieures au minimum requis pour l'approche, l'enregistreur de paramètres a relevé un déplacement anormal de la gouverne de profondeur, qui permet de contrôler le tangage de l'appareil, ce qui a entraîné une plongée abrupte et un impact à grande vitesse avec le sol. 
L'enquête n'a pas été en mesure de déterminer la cause du déplacement de la gouverne, malgré le fait qu'aucune preuve d'un dysfonctionnement du système ou de facteurs externes à l'avion (givrage, cisaillement du vent, turbulence de sillage) n'a été retrouvé parmi les débris. 
Cependant, le rapport final de l'IAC énonce un scénario possible qui aurait pu conduire au déplacement de la gouverne; le commandant Evdokimov (qui était le pilote aux commandes lors de l'approche) a peut-être eu une crise cardiaque pendant la remise des gaz (le rapport final a noté qu'une autopsie pratiquée sur Evdokimov a révélé qu'il souffrait d'une maladie cardiaque), est devenu incapable de piloter l'avion et s'est effondré sur le manche de commande, poussant le nez de l'avion dans un piqué fatal. 
Le rapport final indique également que le copilote Sharapov se concentré uniquement sur les communications radio avec le controle aérien, sans se préoccupé des paramètres des instruments de vol , jusqu'à ce que l'avertisseur de proximité du sol soit activé durant les derniers instant du vol.